# U 31 (U-Boot, 2005)
U 31 (NATO-Bezeichnung: S 181) ist ein U-Boot der Deutschen Marine und mit seinen Schwesterschiffen der U-Boot-Klasse 212 A derzeit der modernste nichtnukleare U-Boot-Typ der Welt.

## Geschichte

Wappen von U-31

Das in Zusammenarbeit mit den Nordseewerken Emden (Hinterschiff→Antrieb) und der Kieler Werft HDW (Vorschiff) geplante und gebaute U-Boot vom Typ U 212 A kostete rund 500 Millionen Euro. Neben dem Schwesterschiff U 32 wurden noch zwei weitere U-Boote dieser Klasse in Emden und Kiel gebaut: U 33 und U 34. U 32 ist seit Oktober 2005 und U 33 seit Juni 2006 in Dienst gestellt. Die Indienststellung von U 34 erfolgte im Mai 2007.
Durch seine Brennstoffzellentechnologie und seine Stealth-Außenhaut ist das U-Boot fast nicht zu entdecken und kann zudem bis zu drei Wochen unter Wasser bleiben. Da die Brennstoffzellen außer destilliertem Wasser so gut wie keine Emissionen erzeugen, hat das U-Boot auch weniger verräterische Spuren im Wasser (Geräusche, Wärme, Abgase).
Das U-Boot wurde am 19. Oktober 2005 zusammen mit seinem Schwesterschiff U 32 von Verteidigungsminister Peter Struck im Beisein des Befehlshabers der Flotte, Vizeadmiral Wolfgang E. Nolting, in Eckernförde offiziell in Dienst gestellt. Die neuen U-Boote unterstehen dem 1. Ubootgeschwader innerhalb der Einsatzflottille 1 und sind in Eckernförde stationiert.
Auf knapp 2000 km Fahrt von Eckernförde zu einer Truppenübung der Royal Navy ab Plymouth kam das Schiff kurz vor dem englischen Kanal in den Orkan Christian mit bis zu 12 m hohen Wellen und einer Krängung bis 45,8°. Es war die schwerste See für eine 212 A. Zu den dadurch entstandenen Schäden gehörte u. a., dass das 10 cm dicke Plexiglas der Positionlaterne eingedrückt wurde. Es handelte sich um eine Überwasserfahrt, da eine ruhige Fahrt bei ca. 50 m Tauchtiefe gewährleistet ist, die Nordsee in diesem Bereich stellenweise aber nur 40 m tief ist. Die Fahrt wurde für den NDR gefilmt und am 19. November 2014 als Die Orkanfahrt von U 31 gesendet.
Im Gegensatz zu früheren deutschen U-Booten besitzt die neue Klasse zwei Decks.

## Kommandanten
| Dienstgrad       | Name           |
| ---------------- | -------------- |
| Korvettenkapitän | Frank Thiede   |
| Korvettenkapitän | Lars Ruth      |
| Korvettenkapitän | Bert Petzold   |
| Korvettenkapitän | Stefan Mayer   |
| Fregattenkapitän | Lars Gößing    |
| Fregattenkapitän | Rudolf Lenthe  |
| Fregattenkapitän | Christoph Ploß |

## Patenschaft
Die Patenschaft für das U-Boot übernahm die brandenburgische Stadt Wittenberge.

## Technische Daten

### Verteidigungssysteme
- (Electronic Support Measure) FL1800U der Daimler Chrysler Aerospace und Racal Thorn Defence
- (Torpedo Counter Measure System) TAU2000 (Täuschkörperausstoßsystem) von HDW und Whitehead Selenia

### Sonstige Technik
- Waffenleitanlage: Kongsberg Defence und Aerospace
- aktives Sonar: STN Atlas Elektronik MAS 3070
- passives Sonar: TAS (sogenanntes Towed Array Sonar), FAS (Flank Array Sonar) als Seiten-Sonar, PRS (Passiv Ranging Sonar), CAS (Cylindrical Array Sonar), zusammengefasst als DBQS 40 von STN Atlas Elektronik
- Brennstoffzellen von Siemens